# ایدن والش
ایدن والش (انگلیسی: Aidan Walsh؛ زادهٔ ۲۸ مارس ۱۹۹۷) بوکسور اهل ایرلند شمالی است.